# اشتیاق احمد
اشتیاق احمد (انگلیسی: Ishtiaq Ahmed؛ زادهٔ ۲۰ دسامبر ۱۹۶۲) بازیکن هاکی روی چمن اهل پاکستان است.